# Попов, Дмитрий Яковлевич
Дмитрий Яковлевич Попов (псевдонимы Д. Пунимов и Д. Я. Подов; 3 (15) мая 1863, Вологодская губерния — 9 октября 1921, Автономная область Коми) — священник-революционер, отчисленный из семинарии по причине пристрастия к спиртному; заведующий церковно-приходской школой; цензор переводов с зырянского языка, писавший стихи; депутат IV Государственной думы Российской империи от Вологодской губернии (1912—1917). Во время Февральской революции совершил благословление отряда революционных войск перед Таврическим дворцом. После октября 1917 года поддержал большевиков, за что был лишён сана. Член партии коми-автономистов, обвинявшийся в антисоветской деятельности.

## Биография

### Ранние годы. Священник
Дмитрий Попов родился 3 (15) мая 1863 года (по другим сведениям — в 1864 или даже в 1868 году) в деревне Нючпас (или в селе Выльгорт) Вологодской губернии в семье православного священника. Дмитрий учился в Вологодской духовной семинарии, где заметно отличался от окружающих особым литературным даром — помогал отстающим одноклассникам писать сочинения. Был отчислен из шестого класса семинарии по причине пристрастия к спиртному. После этого Попов около года работал в Вологодском губернском статистическом комитете, откуда был уволен по аналогичной причине. Был отправлен вологодским епархиальным начальством в монастырь, где он «излечился от недуга».
В 1886 году Попов стал псаломщиком; в 1886 году он был рукоположен в диаконы, а в 1888 — стал настоятелем Христо-Рождественской (Крестовоздвиженской) церкви в селе Деревянское Усть-Сысольского уезда родной губернии. В 1895 году священник Попов стал помощником благочинного и открыл в селе благотворительное и просветительское братство с богадельней (на тот момент — единственной во всём уезде приют для престарелых, инвалидов, сироти); стал заведующим церковно-приходской школой при Деревянской церкви. В эти годы он многое сделал для оборудования школьного здания.
С 1903 года Дмитрий Попов избирался депутатом на епархиальные и окружные съезды православного духовенства; также неоднократно избирался председателем съездов Великоустюгского викариатства. С 1900 по 1912 год он заведовал двухклассной учительской школой. Был законоучителем в церковно-приходской и второклассной школах. С 1898 по 1912 год отец Дмитрий являлся благочинным, а также выполнял роль цензора переводов с зырянского языка — сам писал стихи на языке коми. Был землевладельцем: имел в собственности 37 десятин церковной земли.

### Депутат IV Думы
В июне 1912 года, на съезде православного духовенства в Великом Устюге, коми («зырянин») Д. Попов был выдвинут в выборщики депутатов. 20 октября он был избран в Четвёртую Государственную думу Российской империи от общего состава выборщиков Вологодского губернского избирательного собрания.
В IV Думе Дмитрий Яковлевич — прозванный «зырянским Милюковым» — примкнул ко фракции прогрессистов. По воспоминаниям будущего советского наркома Г. И. Петровского, Попов несколько раз передавал в фонд нелегальной большевистской газеты «Правда» десять рублей золотом. Стал членом пяти думских комиссий: по переселенческому делу, по делам православной церкви, по направлению законодательных предложений, об изменении общего устава о пенсиях и единовременных пособиях, а также — земельной.
В 1910-х годах Попов выполнял различные поручения Вологодского общества сельского хозяйства и Союза маслоделательных артелей, касавшиеся реквизиции молочного скота. В этот период он также отстаивал интересы Усть-Сысольского уездного земства в вопросе о строительстве железной дороги на территории уезда: встал во главе делегации своих уральских земляков и провёл ряд встреч и консультаций с высокопоставленными чиновниками Государственного Совета Российской империи и царского Министерства путей сообщения. Кроме того, пытался лоббировать вопрос о расширении нефтедобычи в Ухте.

### Священник-революционер
Дмитрий Попов стал активным участником Февральской революции 1917 года: именно он совершил торжественное благословление отряда революционных войск непосредственно перед Таврическим дворцом: «В два часа дня член Гос. Думы священник Попов с крестом в руках благословлял революционные войска: „Да, будет памятен этот день во веки веков“». Поступок Попова был признан современниками крайне смелым, ведь Попов буквально рисковал своей головой, если бы революция не удалась. С 27 февраля он являлся заместителем казначея (комиссаром) Временного комитета Государственной думы (ВКГД).
7 марта Д. И. Попов председательствовал на собрании группы петроградских священников, на котором было принято решение о создании Союза православного демократического духовенства, получившего также название «Всероссийский союз демократического духовенства и мирян». Стоял, вместе с иереем М. С. Поповым, на обновленческих позициях: пытался организовать духовенство «на демократических началах».
В конце марта-начале апреля 1917 года Попов вступил в Радикально-демократическую партию: стал членом её ЦК. Но уже 20 мая он выехал на малую родину — в августе стал участником Первого съезда Советов крестьянских депутатов Усть-Сысольского уезда родной губернии.

После октября 1917 года Дмитрий Попов поддержал большевиков. В январе 1918 года он стал сопредседателем Усть-Сысольского уездного продовольственного съезда. Кроме того, он являлся делегатом местного Учредительного съезда Советов, установившего советскую власть в Усть-Сысольском уезде: 
…создать вольную верховную власть для края, выражающую волю народа, власть беспартийную… В будущем у нас должен быть собственный маленький парламент, устроенный по типу, принятому в Американских Соединенных Штатах
После этого Попов избрался комиссаром народного хозяйства. В том же, 1918, году на заседаниях местного Совета он изложил программу по созданию автономной республики Коми в составе РСФСР. 3 марта 1918 года возглавил шествие в Усть-Сысольске под красными, революционными флагами и лозунгами вроде «Да здравствует Интернационал!». В этот период отец Дмитрий вступил в Партию социалистов-революционеров (ПСР). 4 мая 1918 года он был лишён сана указом консистории, вследствие своей деятельности в советских органах власти. Примкнул к Партии левых социалистов-революционеров (ПЛСР).
Попов стал делегатом Пятого Всероссийского съезда Советов, проходившего в июле 1918 года в Москве. На встрече с В. И. Лениным он передал главе Советского правительства доклады о лесных богатствах Коми и об ухтинской нефти. После данного съезда Дмитрий Яковлевич вышел из ПЛСР, в связи с левоэсеровским мятежом. Тогда же в Москве Д. Я. Попов ходатайствовал в Высшем совете народного хозяйства (ВСНХ) РСФСР о кредитах для Коми края — в частности, о средствах на строительство железной дороги на Север. Итогом стало выделение Совнаркомом РСФСР кредита для Коми в сумме 800 тысяч рублей.

### Коми-автономист
Попов был членом партии коми-автономистов, образованной в селе Помоздино: «заветной мечтой его было образование из зырян самостоятельного государства». Редактировал газету «Зырянская жизнь». Кроме того, он был членом редколлегии и одним из основных авторов возобновленного журнала «Богатство Севера», выходившего раз в две недели: 
Мы установим автономию на совершенно свободных, бытовых началах в порядке внутреннего управления, не затрагивая вопроса о чеканке монеты, почте и телеграфе...

Дмитрий Попов являлся комиссаром отделов народного хозяйства и социального обеспечения Усть-Сысольского уездного исполкома, избирался делегатом ряда съездов Советов Коми края, был организатором литературного общества «Асъя кыа», а также входил в состав Комиссии по собиранию и созданию коми литературы для школы и народа. Он активно включился в «зырянизацию» региона: 
Кто ест зырянский хлеб и занимает место зырян, тот обязан службой зырянскому народу
С сентября 1919 года Попов работал в Северо-Двинском губернском совнархозе в Великом Устюге. Во время Гражданской войны он пережил голод, а также подозрения в антисоветской деятельности: прибывший в тот период в Усть-Сысольск советский штаб Пинего-Печорского края летом произвёл обыск на его квартире. В это время Попов проживал вдали от Усть-Сысольска, в селе Деревянском, где был раньше священником. Незадолго до смерти он потерял сына: 17-летний Феодосий утонул. При этом присутствовали местные крестьяне, которые не оказали помощи по причине личной неприязни к Попову.
Дмитрий Яковлевич Попов скончался от сердечной недостаточности. С разрешения епископа Алексия Великоустюгского и Усть-Вымского он был погребён по священническому сану.

## Семья
На 1912 год Дмитрий Попов был женат на Анне Александровне Поповой. У четы родилось 6 детей:
- Александра (род. 1891)
- Мария (род. 1892)
- Сергей (род. 1895)
- Надежда (род. 1899)
- Феодосий (1902—1919)
- Борис (род. 1907)